# 109e brigade de défense territoriale
Pour les articles homonymes, voir 109e brigade.
La 109e brigade de défense territoriale, (en ukrainien : 109-та окрема бригада територіальної оборони est une brigade des forces de défense territoriale ukrainiennes basée dans l'oblast de Donetsk et dépendant du Commandement opérationnel est.

## Historique

### Formation
L'administration régionale de Donetsk approuve le 26 avril 2018 le programme de création de la brigade, avec une dotation totale de 23,6 millions de hryvnias. La formation de l'unité, destinée à encadrer 3500 réservistes, est achevée en septembre de la même année. Entre le 25 et le 27 septembre 2019, ces réservistes effectuent leurs premiers exercices militaires d'envergure à Bakhmout.

### Guerre russo-ukrainienne
L'unité est mobilisée après l'invasion russe de l'Ukraine en 2022 et participe à la bataille de Marioupol et à la défense de l'usine d'Azovstal, où les restes de l'un de ses bataillons sont capturés par les forces russes,. L'unité participe ensuite à la contre-offensive ukrainienne dans la région de Kherson, puis est affectée à la défense de Bakhmout après la libération de la rive droite du Dniepr.
En août 2024, la brigade combat dans les faubourgs de Pokrovsk dans l'oblast de Donetsk.

## Structure

### Ordre de bataille
- État-major de la brigade,  (Marioupol occupée par l'armée russe)
  - 
    -  Compagnie de protection du QG ;

  -  104e bataillon de défense territoriale, (Bakhmout, unité militaire А7270)
  -  105e bataillon de défense territoriale, (Volnovakha, unité militaire А7271)
  -  106e bataillon de défense territoriale, (Kramatorsk, unité militaire А7272)
  -  107e bataillon de défense territoriale, (Marioupol, unité militaire А7273)
  -  108e bataillon de défense territoriale, (Marïnka, unité militaire А7274)
  -  109e bataillon de défense territoriale, (Pokrovsk, unité militaire А7275)
  -  compagnie de drones FPV « Muramasa »
  -  compagnie de contre-sabotage
  -  compagnie de Génie
  -  compagnie de communication
  -  compagnie de support matériel et technique
  -  peloton antiaérien

## Traditions

### Insignes
Description de l'insigne :

Insigne d'arme de la brigade.

armes du Sich Kalmius palanka (1739 - 1775).

- insigne d'arme : D'or à un mur d'azur crénelé de deux pièces mouvant de la pointe et des flancs, chargé d'une lance et d'un sabre passés en sautoir, le tout d'argent
- insigne d'épaule de combat : même chose mais utilisation de couleurs désaturées pour des raisons de camouflage.

Symbolique des figures utilisées :
- La lance croisée d’un sabre sont les éléments symboliques du Kalmius palanka (uk)[6]..
- Le mur crénelé symbolise la stabilité et la fermeté. C'est également le symbole des forces territoriales.

En 1739 - 1775, Kalmius palanka (uk) est une unité administrative territoriale du sud-est de l’armée des Cosaques Zaporogues du Nouveau Sich (uk). La Palanka (uk) occupe le territoire des actuels oblasts ukrainiens de Donetsk, Luhansk Zaporijia et de Dnipropetrovsk.